# College Park (Geòrgia)
College Park és una població dels Estats Units a l'estat de Geòrgia. Segons el cens del 2000 tenia 20.382 habitants.

## Demografia
Segons el cens del 2000, College Park tenia 20.382 habitants, 7.810 habitatges, i 4.600 famílies. La densitat de població era de 810,5 habitants per km².
Dels 7.810 habitatges en un 35,1% hi vivien nens de menys de 18 anys, en un 22,9% hi vivien parelles casades, en un 28,2% dones solteres, i en un 41,1% no eren unitats familiars. En el 30,1% dels habitatges hi vivien persones soles el 4% de les quals corresponia a persones de 65 anys o més que vivien soles. El nombre mitjà de persones vivint en cada habitatge era de 2,59 i el nombre mitjà de persones que vivien en cada família era de 3,24.
Per edats la població es repartia de la següent manera: un 30,2% tenia menys de 18 anys, un 14,4% entre 18 i 24, un 35,7% entre 25 i 44, un 14,9% de 45 a 60 i un 4,8% 65 anys o més.
L'edat mediana era de 27 anys. Per cada 100 dones de 18 o més anys hi havia 87,8 homes.
La renda mediana per habitatge era de 30.846 $ i la renda mediana per família de 32.655 $. Els homes tenien una renda mediana de 26.644 $ mentre que les dones 22.412 $. La renda per capita de la població era de 14.371 $. Entorn del 16,9% de les famílies i el 19,2% de la població estaven per davall del llindar de pobresa.

## Poblacions més properes
El següent diagrama mostra les poblacions més properes.